# Kadokawa Corporation
Kadokawa Corporation, in passato Kadokawa Dwango Corporation (カドカワ株式会社?, Kadokawa Kabushiki-gaisha) è una società giapponese con sede a Ginza, Tokyo. La holding di oggi è derivata da varie unioni e scorpori con altre aziende tra cui Dwango Co., Ltd..
La fusione tra la Kadokawa Corporation e la Dwango Co., Ltd. avvenne il 1° ottobre 2014,.
La società detiene partecipazioni nei settori dell'intrattenimento (inclusi studi di anime e videogiochi), dell'editoria e del settore immobiliare, tra le altre attività.
Kadokawa è membro della Motion Picture Association of Japan (MPPAJ).

## Storia
L'azienda fu fondata il 2 aprile 1954 sotto il nome di Kadokawa Shoten. Fu poi rinominata Kadokawa Holdings il 1º aprile 2003, trasferendo le imprese editoriali esistenti alla Kadokawa Shoten Publishing. Il 1º luglio 2006 cambiò nuovamente nome in Kadokawa Group Holdings, e a partire da gennaio 2007 ereditò le attività di gestione e integrazione all'interno della Kadokawa Shoten Publishing. Il 22 giugno 2013 l'azienda fu rinominata Kadokawa Corporation e il 1º ottobre dello stesso anno nove aziende del Kadokawa Group si unirono ad essa: otto divennero sue sussidiarie, mentre Kadokawa Production fu sciolta ed integrata nel General IP Business Headquarters.
Il 1º ottobre 2014 Kadokawa Corporation e Dwango (l'azienda posseditrice del sito Niconico) si sono unite in una nuova holding di nome Kadokawa Dwango. Da quel momento in poi, sia Kadokawa sia Dwango sono diventate sussidiarie della suddetta azienda.
A Febbraio 2021 Kadokawa si allea con Sony e CyberAgent: la partnership con CyberAgent servirà a Kadokawa per espandersi nel settore mobile mentre la collaborazione con Sony permetterà un'espansione nel settore della produzione di anime e dei videogiochi.
A Febbraio 2024 esce la notizia che Kadokawa ha comprato Acquire, gli sviluppatori di Octopath Traveler.
A Novembre 2024 esce la notizia che Sony vorrebbe comprare Kadokawa. A Dicembre 2024 Sony conferma ufficialmente di voler comprare Kadokawa, la casa madre di FromSoftware. Secondo un report, i dipendenti di Kadokawa sarebbero particolarmente felici all'idea di entrare a far parte di Sony, specie dopo l'attacco hacker. Secondo un report, Kadokawa ha pagato quasi 3 milioni di dollari agli hacker dopo l'attacco informatico. In tutto questo, FromSoftware non sa nulla della vicenda che riguarda l'azienda che ne detiene la proprietà. L'acquisizione Kadokawa-Sony potrebbe creare seri problemi a Nintendo.

## Sussidiarie

### Brand
- ASCII Media Works
- Chukei Publishing Company
- Enterbrain
- Fujimi Shobō
- Kadokawa Gakugei Shuppan Publishing
- Kadokawa Magazines
- Kadokawa Shoten
- Media Factory

### Pubblicazione (distribuzione)
- Building Book Center
  - Chara-ani Corporation
- Bookwalker
- NTT Prime Square

### Pubblicazione (redazione)
- Production Ace
- eb Creative

### Film
- Kadokawa Daiei Studio
- Japan Film Fund
- Glovision
- Nihon Eiga Satellite Broadcasting

### Gruppi media
- K.Sense
- Movie Time
- Kadokawa Media House
  - Movie Ticket
- Kids Net
- T Gate
- Docomo Anime Store
- Smile Edge

### Oltremare
- Kadokawa Holdings US
- Kadokawa Holdings US in Hong Kong
- Kadokawa Intercontinental Publishing (Asia)
- Kadokawa Intercontinental Group Holdings
- Kadokawa Media (Taiwan)
- Taiwan Animate
- Guangzhou Tianwen Kadokawa Animation and Comics
- Sun Wah Kadokawa
- Edizioni BD

### Altre
- ATX
- FromSoftware[17]
- Kadokawa ASCII Research Laboratories
- Kadokawa Games
- Yen Press (51%)